# Breda M35
El Cannone-Mitragliera da 20/65 modello 35 (Breda) (Cañón-Ametralladora de 20/65 modelo 35, en italiano), también conocido como el Breda Modelo 35, era un cañón automático de 20 mm producido por la empresa italiana Breda Meccanica Bresciana y empleado durante la Segunda Guerra Mundial. Fue diseñado en 1932 siendo adoptado por las Fuerzas Armadas italianas en 1935. Era uno de los dos cañones antiaéreos de 20 mm empleados por Italia durante este conflicto, siendo el otro el Scotti/Isotta-Fraschini 20/70. Ambos cañones empleaban la munición 20 x 138 B.

## Diseño
Diseñado como un arma de doble propósito para ser empleada tanto contra aviones y blancos terrestres, era efectivo contra los tanques ligeros. Empleando munición antiblindaje, era capaz de penetrar 30 mm de blindaje a 500 m. Tenía un afuste con dos ruedas, pero a causa de su debilidad estructural no podía ser remolcado a más de 20 km/h, siendo generalmente transportado sobre la tolva de un camión

## Historial de combate
El Breda M35 también fue empleado montado a bordo de vehículos, inicialmente en cuatro tanques Panzer I modificados durante la guerra civil española por los Nacionalistas para aumentar su capacidad antitanque contra los T-26 soviéticos empleados por las fuerzas Republicanas. Más tarde se equipó con este cañón automático al tanque ligero Fiat L6/40 y al automóvil blindado AB 41, además de ser empleado como cañón antiaéreo naval a bordo de algunas lanchas torpederas MAS. El afuste naval tenía una elevación de -10 a +90 grados y empleaba los mismos mecanismos de puntería que la versión terrestre.
Al inicio de la Guerra de Invierno, Finlandia compró un total de 88 cañones automáticos Breda a Italia, los últimos llegando en junio de 1940. Cinco cañones automáticos Breda finlandeses se perdieron en combate durante la Guerra de Continuación. Además, las cuatro lanchas torpederas compradas a la Regia Marina clase Jymy de la Armada finlandesa iban armadas con un Breda M35 montado en la popa.

En el norte de África, las tropas de la Commonwealth capturaron una gran cantidad de cañones automáticos Breda M35 durante la Operación Compass, permitiendo al Regimiento Australiano de Artillería Antiaérea Ligera 2/3, secciones de la 4.ª Brigada Antiaérea (que tenía un total de 42 cañones automáticos Breda M35 en sus baterías antiaéreas ligeras durante el sitio de Tobruk) y una batería del 106 RHA (la Lancashire Hussars Yeomanry) ser equipados con estos.

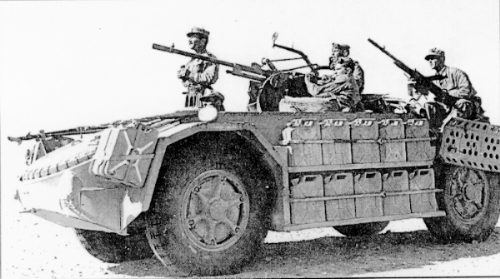
Un vehículo de la Compañía Automóvil del Sahara italiana, armado con un Breda M35.

El Long Range Desert Group también empleó cañones automáticos Breda M35 capturados. Además, los cañones capturados fueron empleados a bordo de navíos de la Marina Real Australiana y la Marina Real Británica, tales como el destructor HMAS Vendetta, el crucero HMAS Perth y la cañonera HMS Ladybird, así como a bordo de al menos un automóvil blindado Marmon-Herrington Mk II.

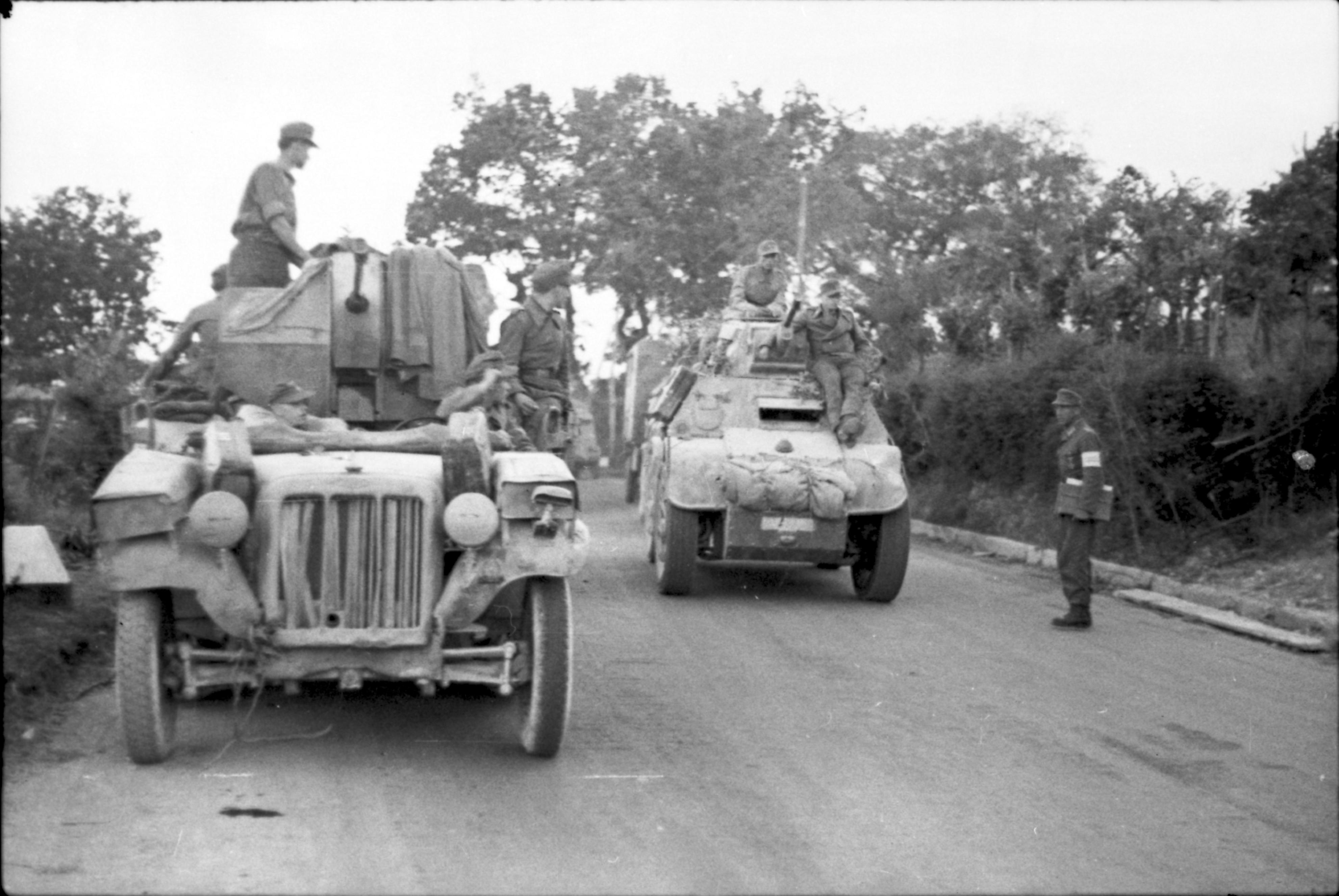
Un Breda M35 montado sobre un camión y como armamento principal de un automóvil blindado italiano AB 41.

Las Fuerzas Armadas finlandesas emplearon el 20 ItK/35 Breda (siendo esta su denominación oficial) como arma de entrenamiento para artilleros antiaéreos por varias décadas tras el fin de la Segunda Guerra Mundial. En 1985 todavía había 76 cañones automáticos en el inventario, pero todos estos fueron posteriormente descartados.

## Usuarios
- Italia
- Alemania nazi
- Australia
- China[3]
- Ecuador[4]
- Eslovaquia
- España
- Finlandia[5]
- Reino Unido
- República Dominicana[cita requerida]